# Hérouville-Saint-Clair

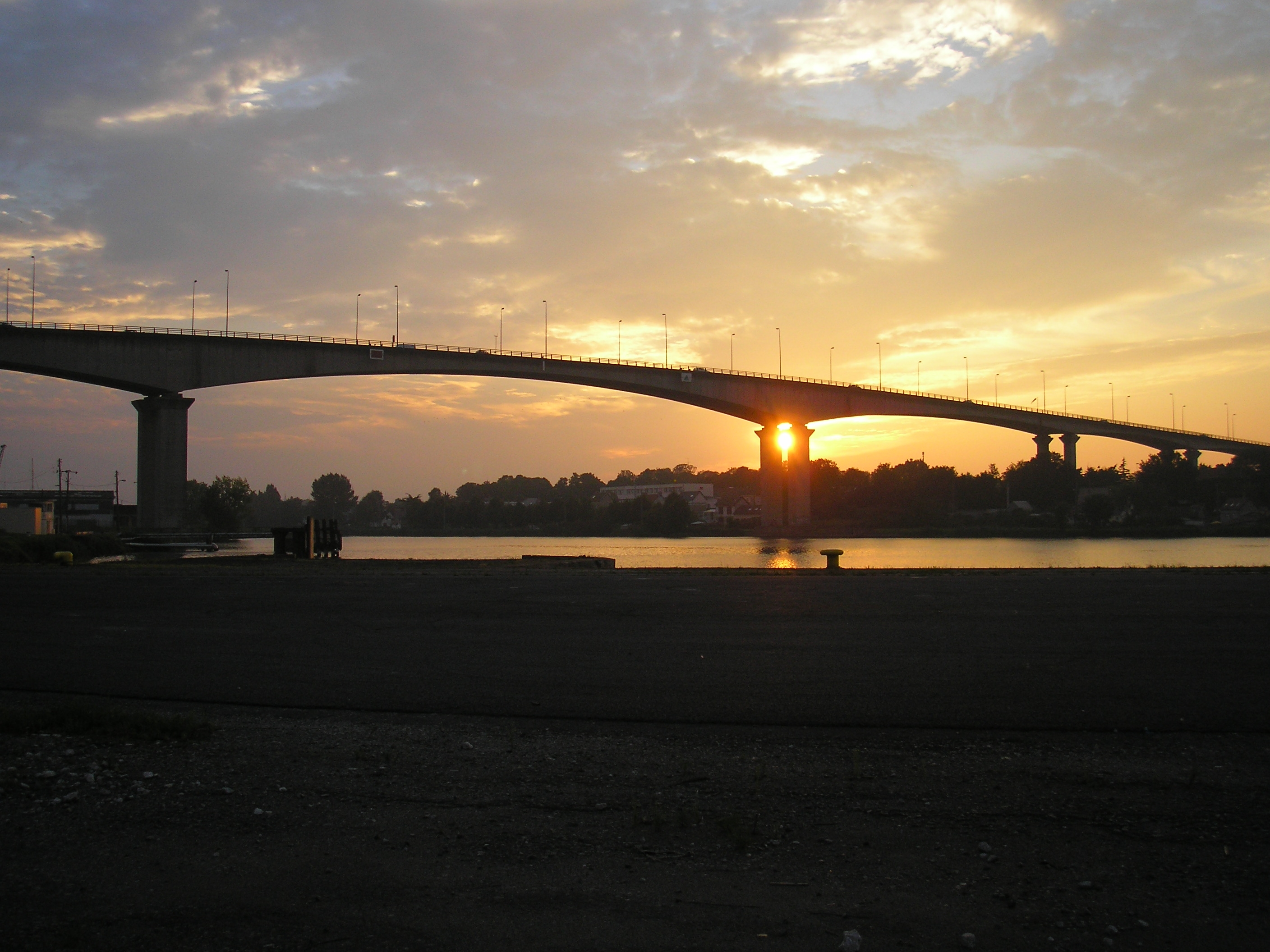
Bro över floden Orne

Hérouville-Saint-Clair är en kommun i departementet Calvados i regionen Normandie i nordvästra Frankrike. Kommunen ligger  i kantonen chef-lieu för 5 kantoner som ligger i arrondissementet Caen. År 2022 hade Hérouville-Saint-Clair 22 473 invånare.

## Befolkningsutveckling
Antalet invånare i kommunen Hérouville-Saint-Clair
Referens: INSEE

## Galleri

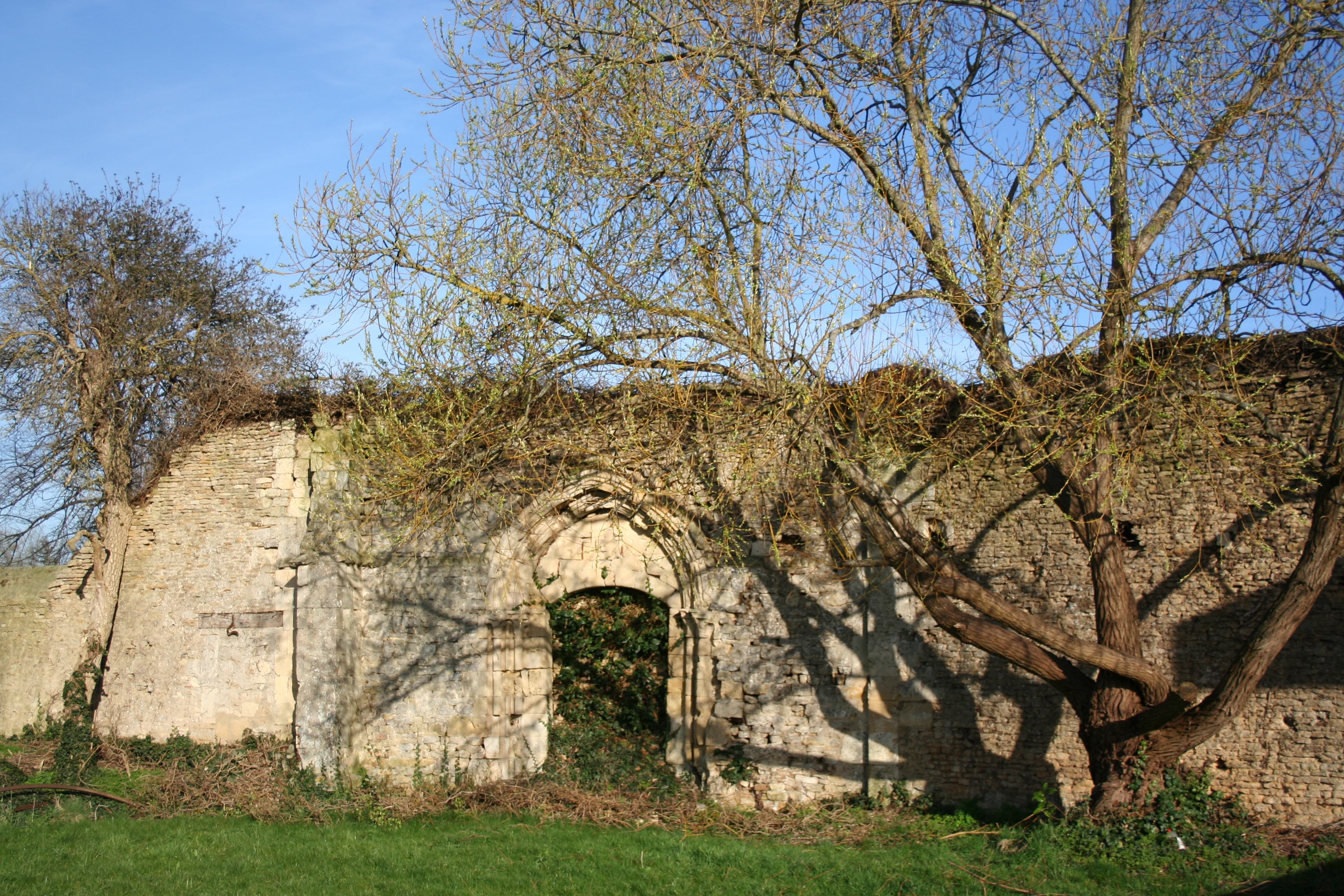
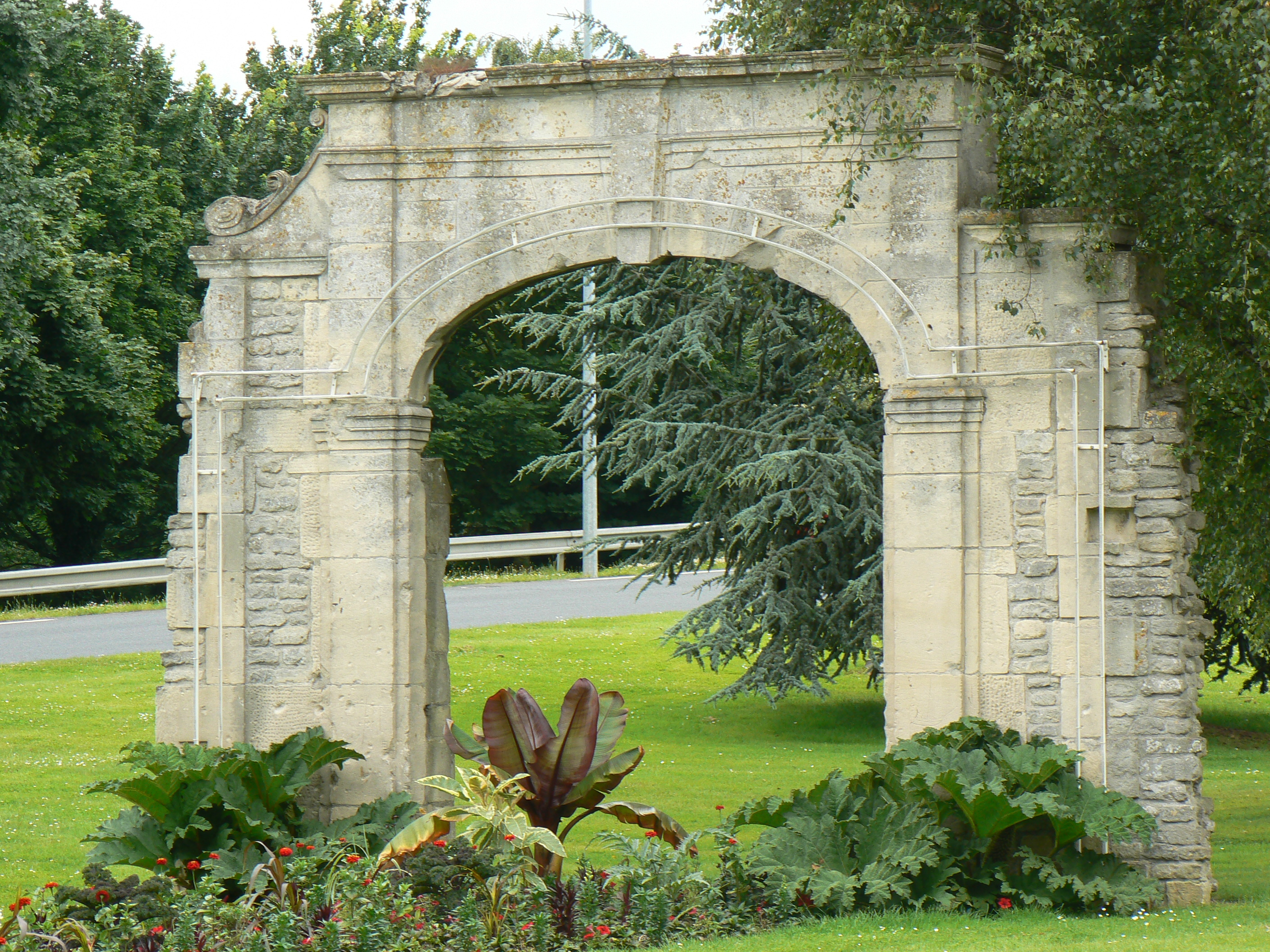
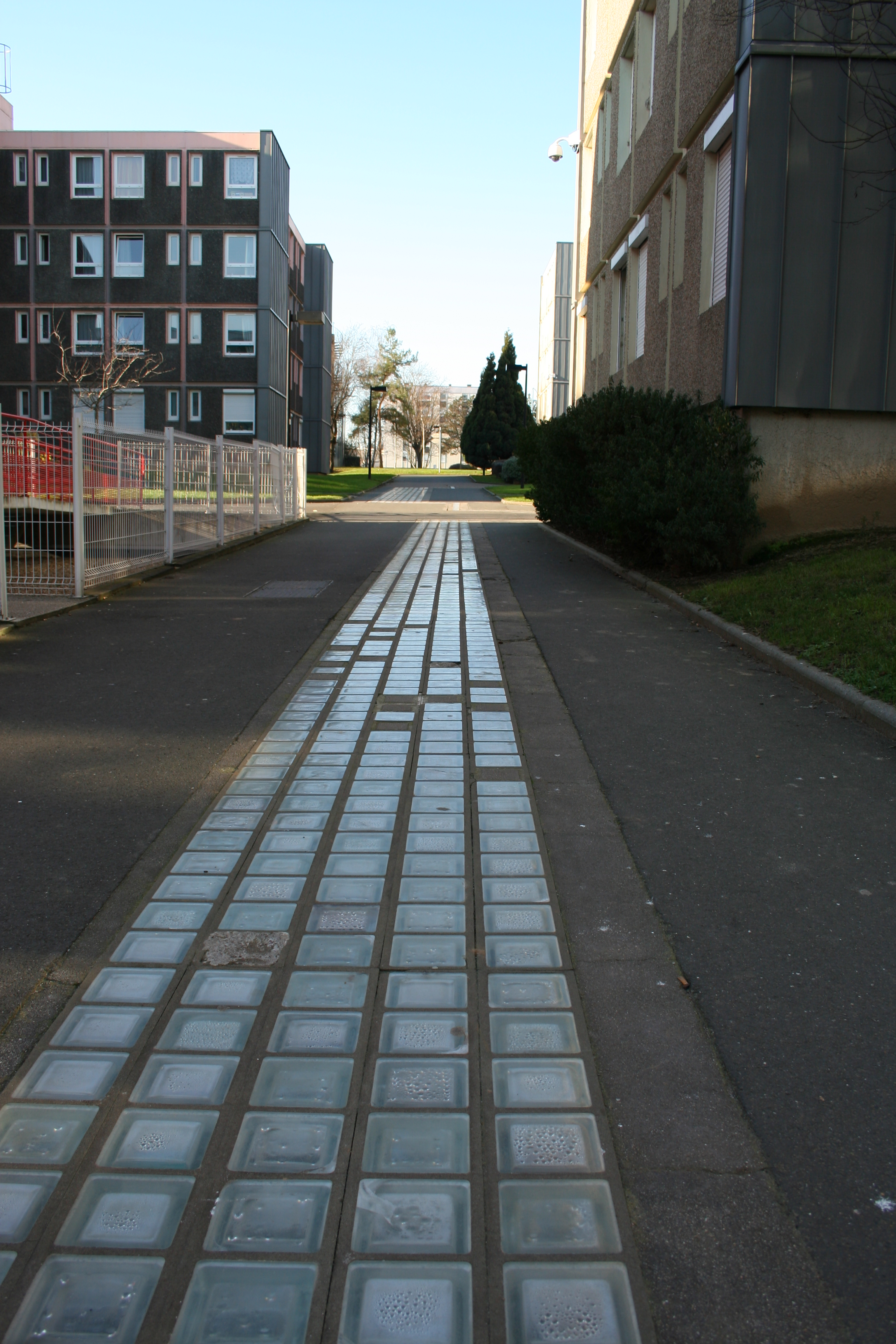
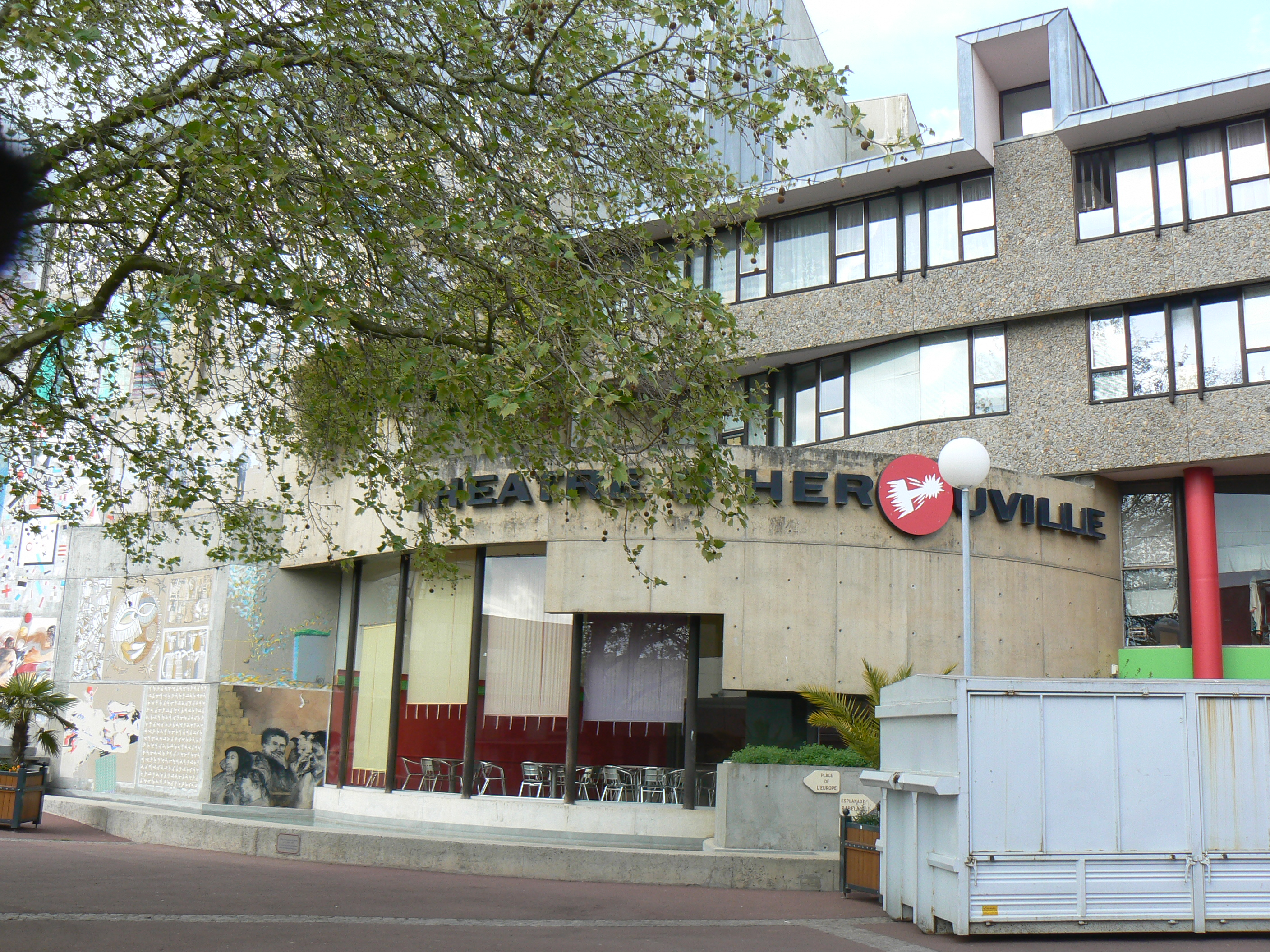
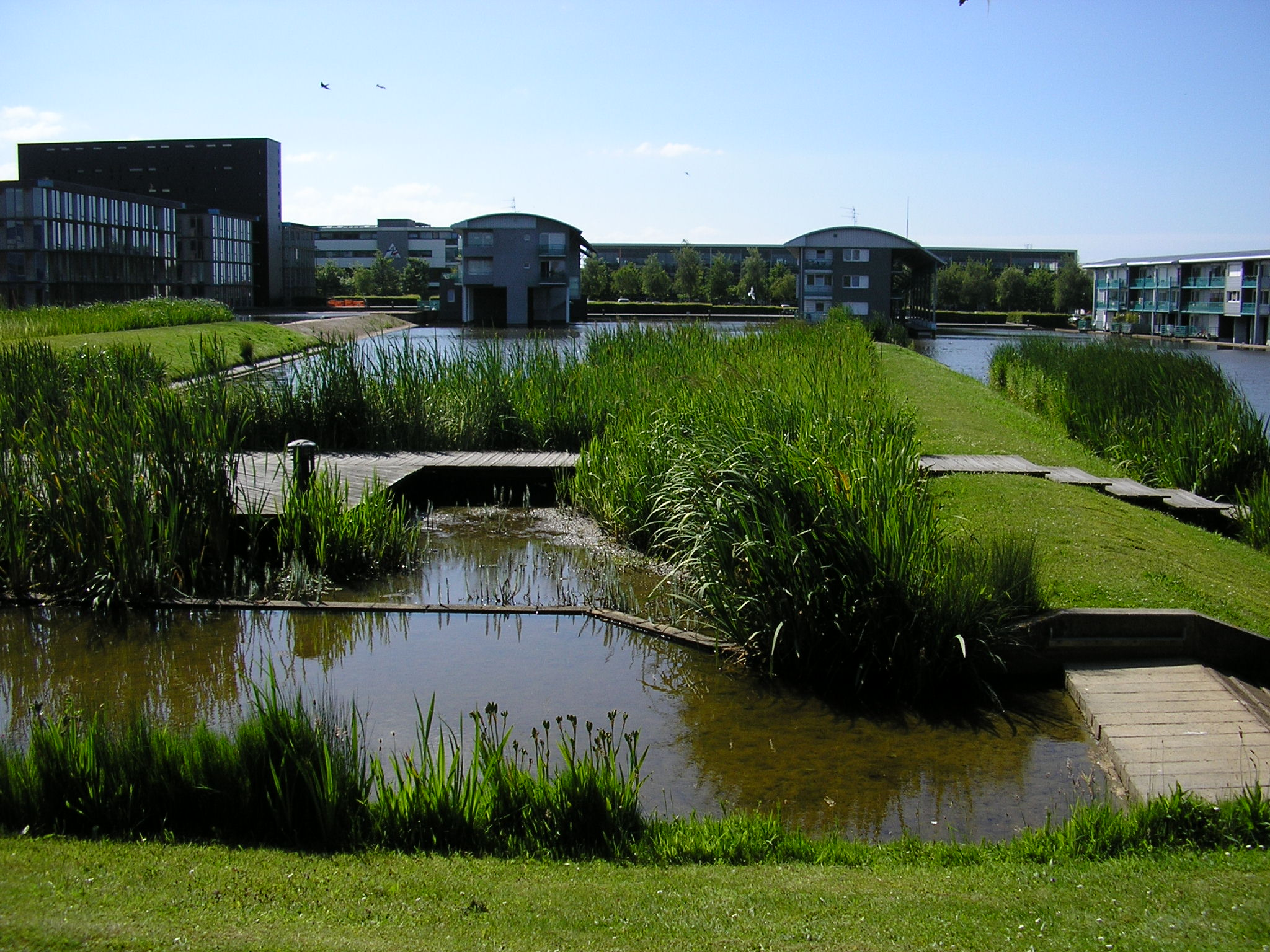
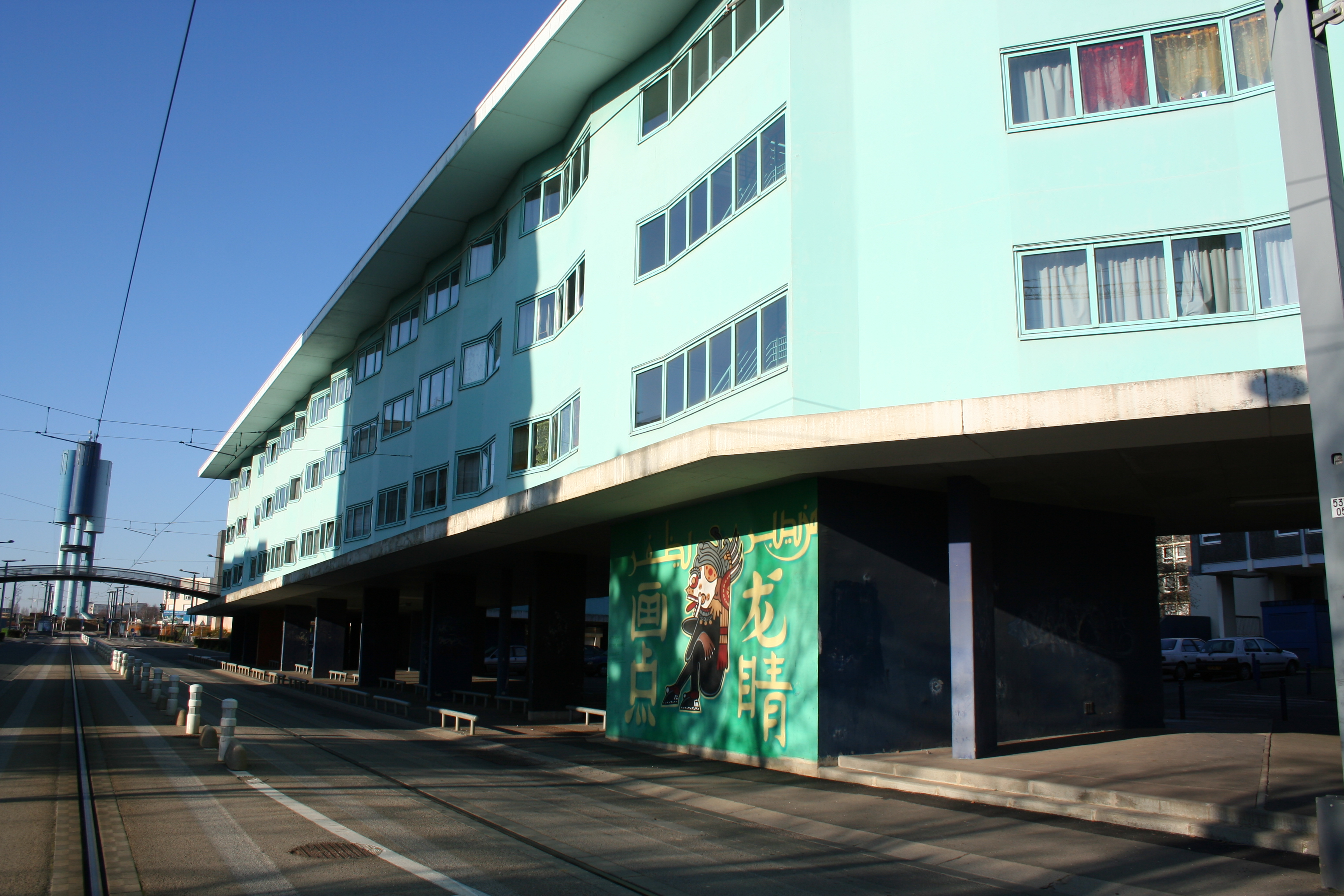
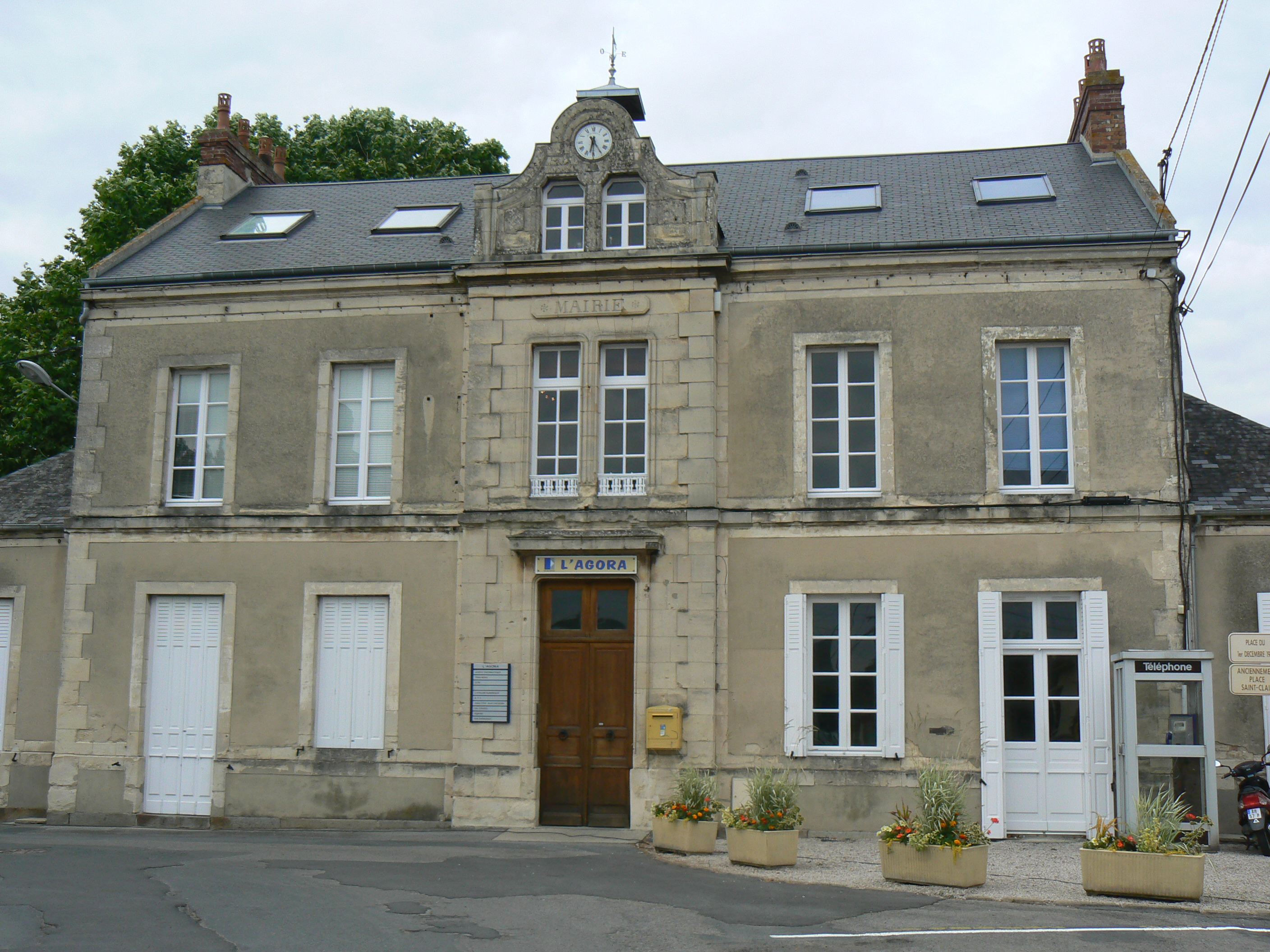
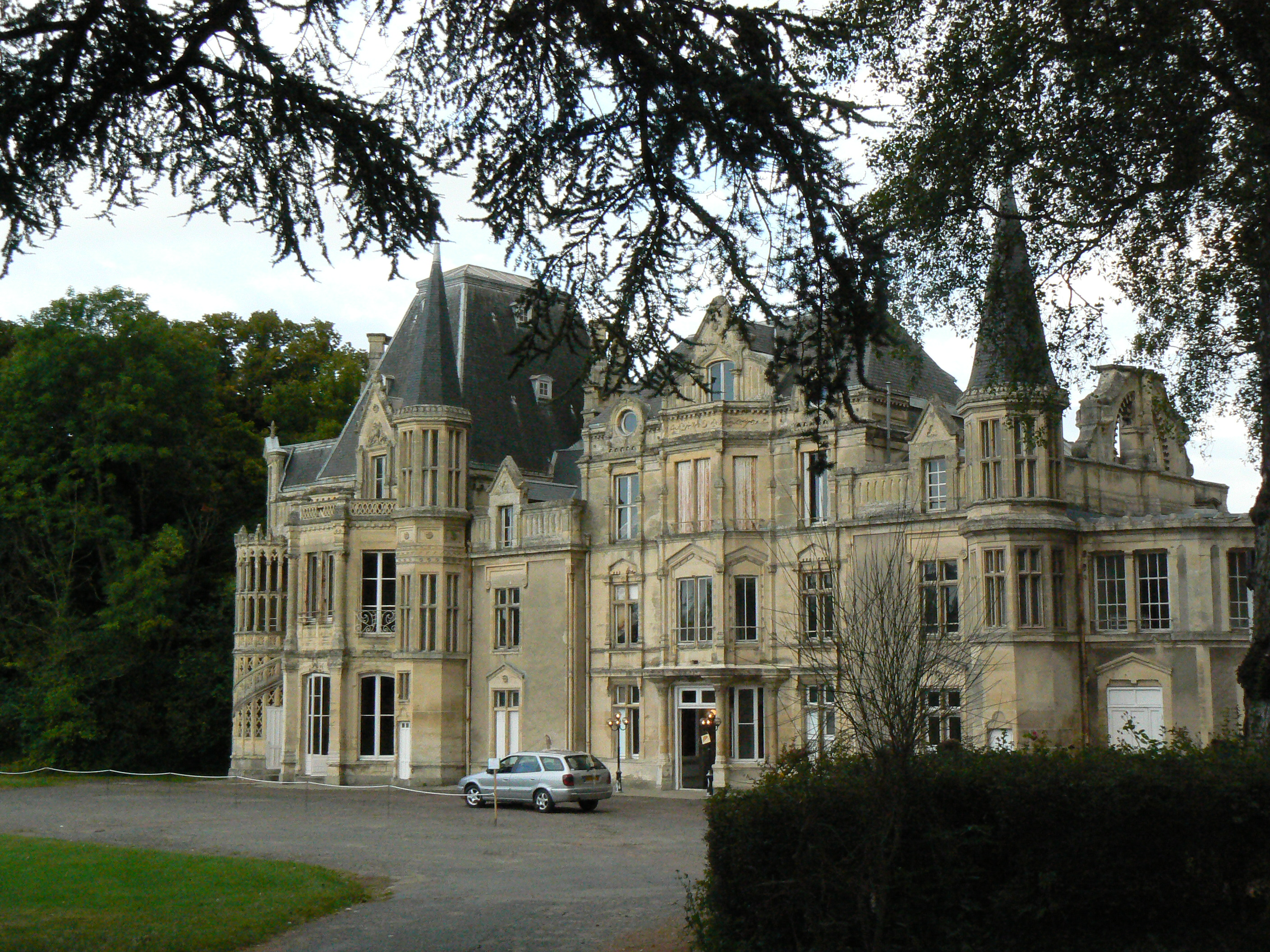
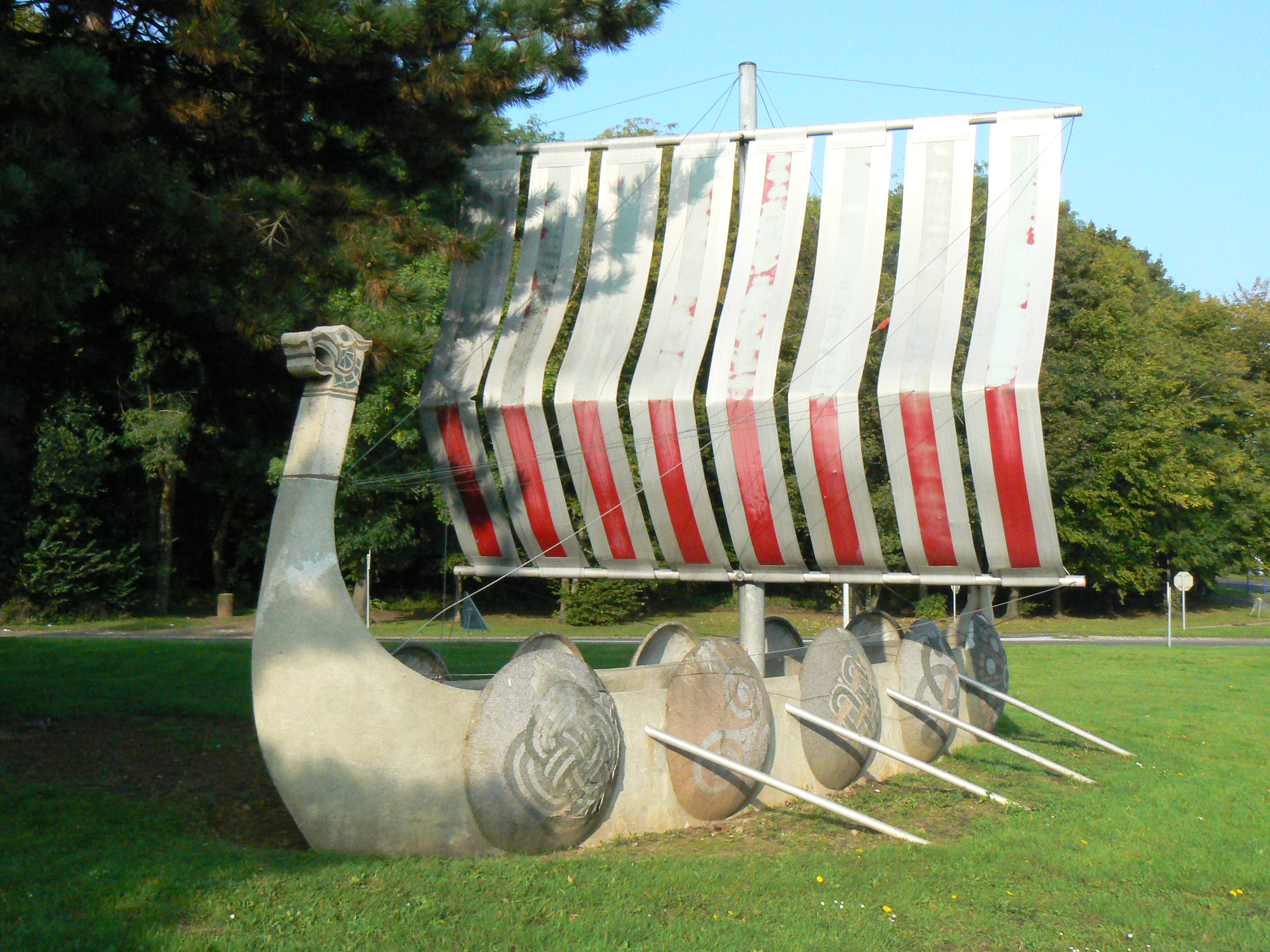